# Lakes Entrance
Lakes Entrance är en ort i Australien. Den ligger i kommunen East Gippsland och delstaten Victoria, omkring 260 kilometer öster om delstatshuvudstaden Melbourne. Antalet invånare är 5 849. Den ligger vid sjön Gippsland Lakes.
Trakten är glest befolkad. Det finns inga andra samhällen i närheten. 
Genomsnittlig årsnederbörd är 1 146 millimeter. Den regnigaste månaden är juni, med i genomsnitt 207 mm nederbörd, och den torraste är juli, med 51 mm nederbörd.